# Ao Vivo na Ilha da Magia
Ao Vivo Na Ilha da Magia é um álbum ao vivo do grupo de pagode Exaltasamba, gravado no Costão Do Santinho Resort & SPA em Florianópolis, Santa Catarina, nos dias 20 e 21 de dezembro de 2008. Foi produzido por Fábio Franscisco, direção artística de Paulo Junqueiro e gerência artística de Victor Kelly e na gravação deste álbum além do grupo, contou-se com 12 músicos de apoio. O álbum foi lançado nos formatos CD e DVD em 2009 no Brasil. O DVD são 22 faixas e no CD são 16 faixas, este álbum foi premiado com Disco de Ouro vendendo mais de 80 mil cópias no Brasil, segundo a ABPD. Em 2011, o grupo lançou o álbum em Blu-Ray e este conseguiu ser indicado ao Grammy Latino de Melhor Álbum de Samba/Pagode.

## Sobre as músicas
Ao Vivo Na Ilha da Magia inclui a música "Valeu" que foi composta pelo Thiaguinho que é um dos integrantes do grupo, a canção "Valeu" ganhou o Prêmio de Música Digital por ser a música mais vendida do pagode e do samba. O álbum inclui algumas releituras, a canção "Será Que É Amor" é releitura de Arlindo Cruz, a canção "Separação" é releitura de José Augusto e Paulo Sergio Valle, "Não Quero Dinheiro (Só Quero Amar)" é releitura de Tim Maia e também inclui algumas regravações do próprio Exaltasamba. As seguintes canções deste álbum foi composta pelo Thiaguinho: "Valeu" (com Rodriguinho), "Abandonado" (com Pézinho), "Duas Vidas Num Só Ideal" (com Pézinho), "Céu e Fé" (com Bruno Cardoso).

## Faixas do CD
1. "Valeu"
2. "Se Liga"
3. "Abandonado"
4. "Até o Sol Quis Ver"
5. "A gente bota pra quebrar"
6. "Segura a onda"
7. "Fui"
8. "Calma, amor"
9. "Eu não consigo sem você"
10. "Teu segredo"
11. "Muita calma nessa hora"
12. "Já que Tá Gostoso Deixa (Mata o Papai)"
13. "Céu e fé"
14. "Azul sem Fim"
15. "Cara de Pau"
16. "É para ficar"

## Faixas do DVD[4]e do Blu-Ray[2]
1. "Abertura / Valeu"
2. "Se Liga"
3. "Jeitinho Manhoso / Sincera"
4. "Será que é Amor"
5. "Abandonado"
6. "Até o Sol Quis Ver"
7. "A Gente Bota pra Quebrar"
8. "Segura a Onda"
9. "Fui"
10. "Separação"
11. "Calma Amor"
12. "Alma Gêmea / Dom de Sonhar"
13. "Teu Segredo"
14. "Eu Não Consigo sem Você"
15. "Duas Vidas Num Só Ideal"
16. "Muita Calma Nessa Hora"
17. "Já que Tá Gostoso Deixa (Mata o Papai)"
18. "Céu e Fé"
19. "Azul sem Fim"
20. "Cara de Pau"
21. "Dessa Vez é para Ficar"
22. "Não Quero Dinheiro"

## Prêmio
Grammy Latino
| Ano  | Nomeação                                        | Resultado | Ref |
| ---- | ----------------------------------------------- | --------- | --- |
| 2009 | "Grammy Latino de Melhor Álbum de Samba/Pagode" | Indicado  |     |